# Fritz Rudberg
Fritz Adam Rudberg, född 23 oktober 1841 i Vinslövs socken, Kristianstads län, död 19 januari 1904 i Söderhamn, var en svensk läkare. Han var far till tidningsmannen Erik Rudberg.
Rudberg blev student vid Lunds universitet 1859, medicine kandidat vid Uppsala universitet 1868 och medicine licentiat vid Karolinska institutet i Stockholm 1871. Han var amanuens och underkirurg vid Serafimerlasarettet i Stockholm 1872–1873, andre stadsläkare i Söderhamn från 1874 och tillika lasarettsläkare där från 1876. Hans främsta insats blev återuppbyggandet av Söderhamns lasarett, vilket totalförstördes vid stadsbranden 1876. Efter sitt frånfälle efterträddes han av Gustaf Wennerström.